# 목화속

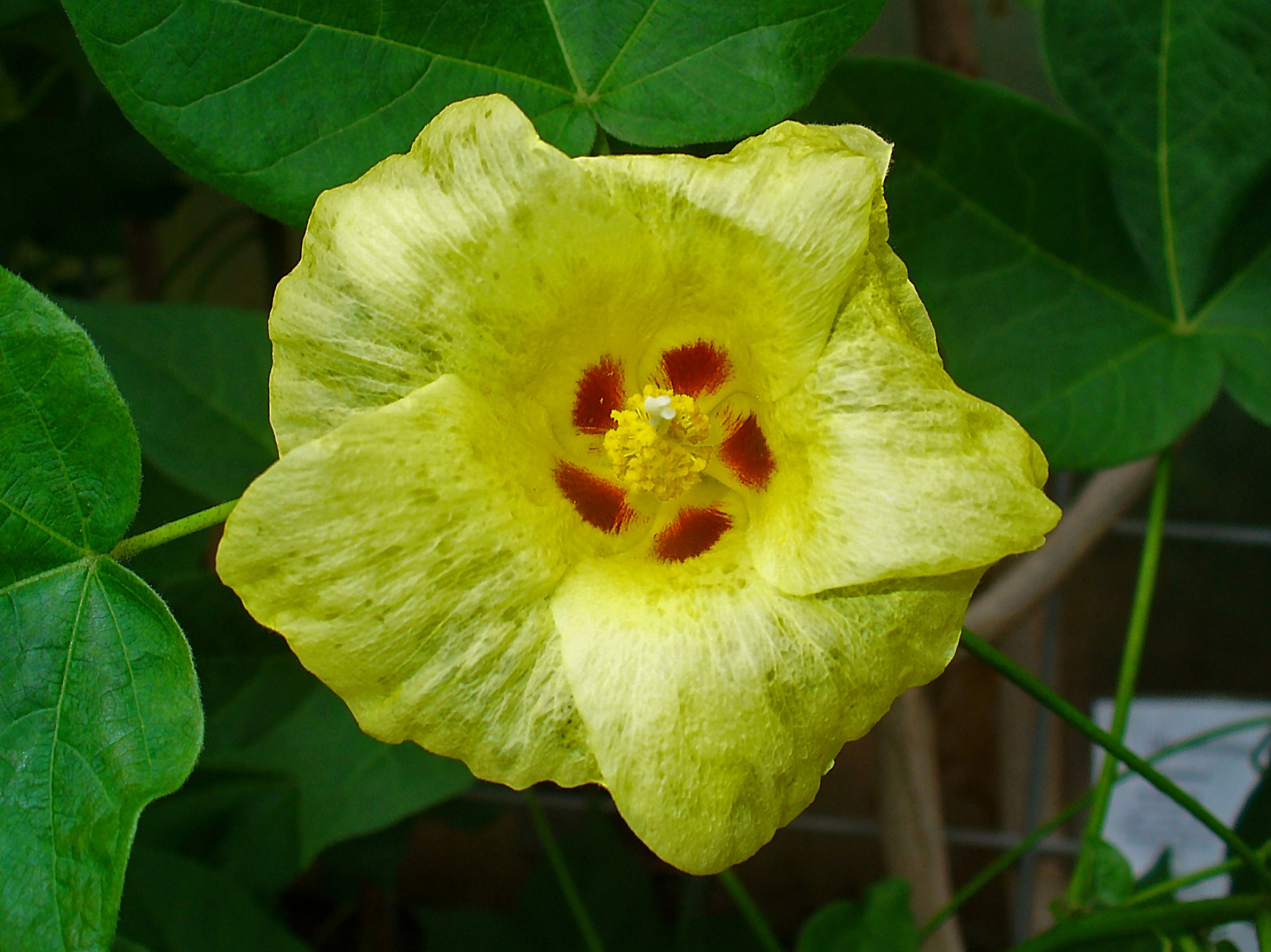
초면(Gossypium herbaceum)의 꽃

목화속 또는 고시피움(Gossypium)은 목화의 속이다. 목화속은 50개 정도의 종들로 이루어져 있으며 새로운 종들이 계속해서 발견되고 있다. 고시피움이라는 속 이름은 부드러운 물질을 가리키는 아랍어 낱말 goz에서 비롯한다.
목화속의 기원은 50만~100만 년 전으로 거슬러 올라간다.

## 선별된 종

### 목화속 아속
- Gossypium arboreum L. (인도, 파키스탄)
- Gossypium herbaceum(초면) L. (아프리카 남부, 아라비아반도)

### Houzingenia 아속
- Gossypium raimondii Ulbr.
- Gossypium thurberi Tod. (애리조나주, 멕시코 북부)

### Karpas 아속
- Gossypium barbadense(해도면) L. (열대 남아메리카)
- Gossypium darwinii G.Watt (갈라파고스 제도)
- Gossypium hirsutum(육지면) L. (중앙아메리카, 멕시코, 카리브 제도, 플로리다주 남부)
- Gossypium mustelinum Miers ex G.Watt
- Gossypium tomentosum(하와이목화) Nutt. ex Seem (하와이주)

### Sturtia 아속
- Gossypium australe F.Muell (오스트레일리아 북서부)
- Gossypium sturtianum J.H. Willis – Sturt's desert rose (오스트레일리아)[4][5]

### 과거 목화속에 속했던 아속
- Gossypioides brevilanatum (Hochr.) J.B.Hutch. (G. brevilanatum Hochr.)
- Gossypioides kirkii (Mast.) J.B.Hutch. (Gossypium kirkii Mast.)
- Kokia drynarioides (Seem.) Lewton (G. drynarioides Seem.)[5]

## 사진

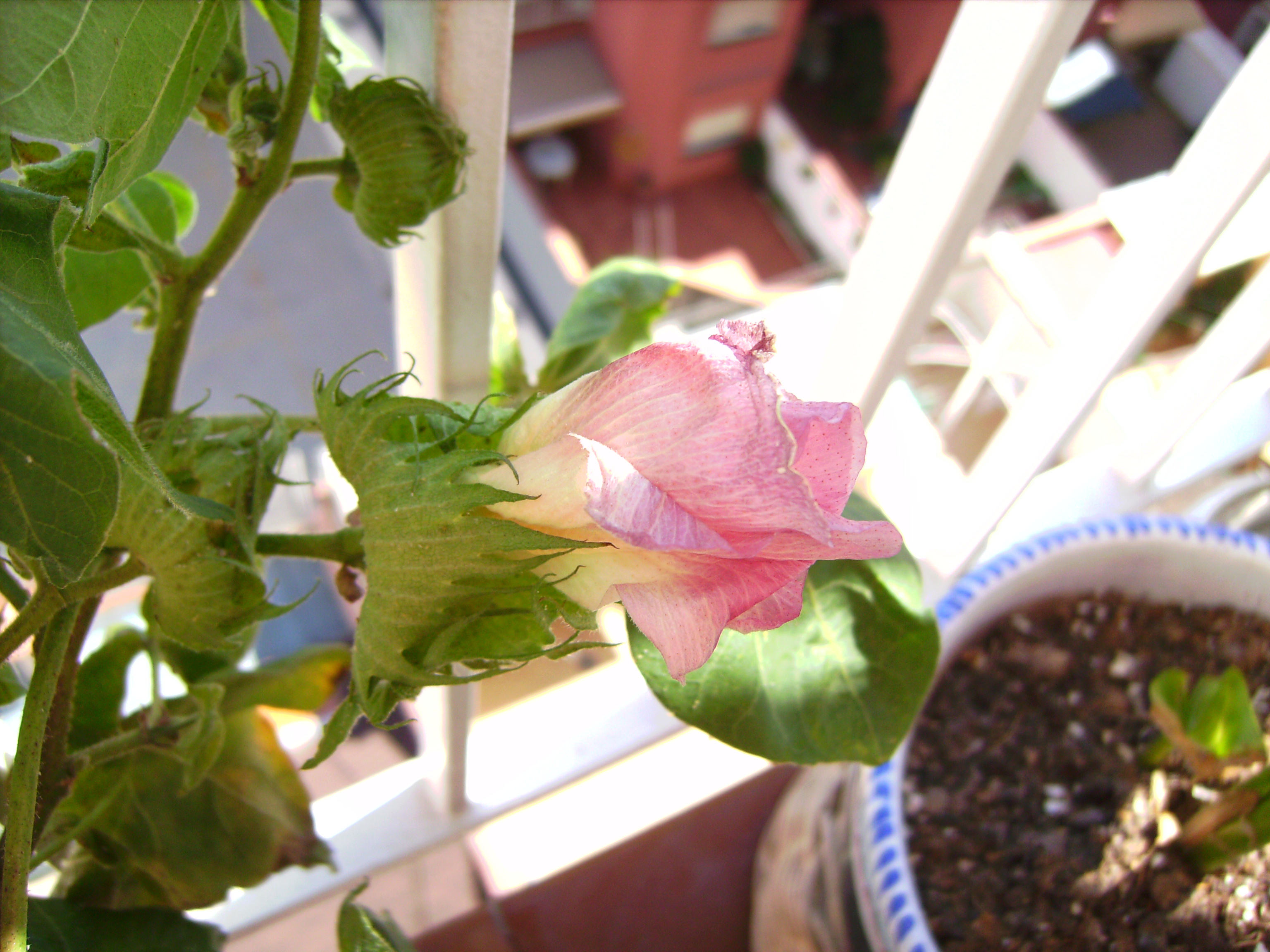
멕시코 목화(Gossypium hirsutum) (바르셀로나)
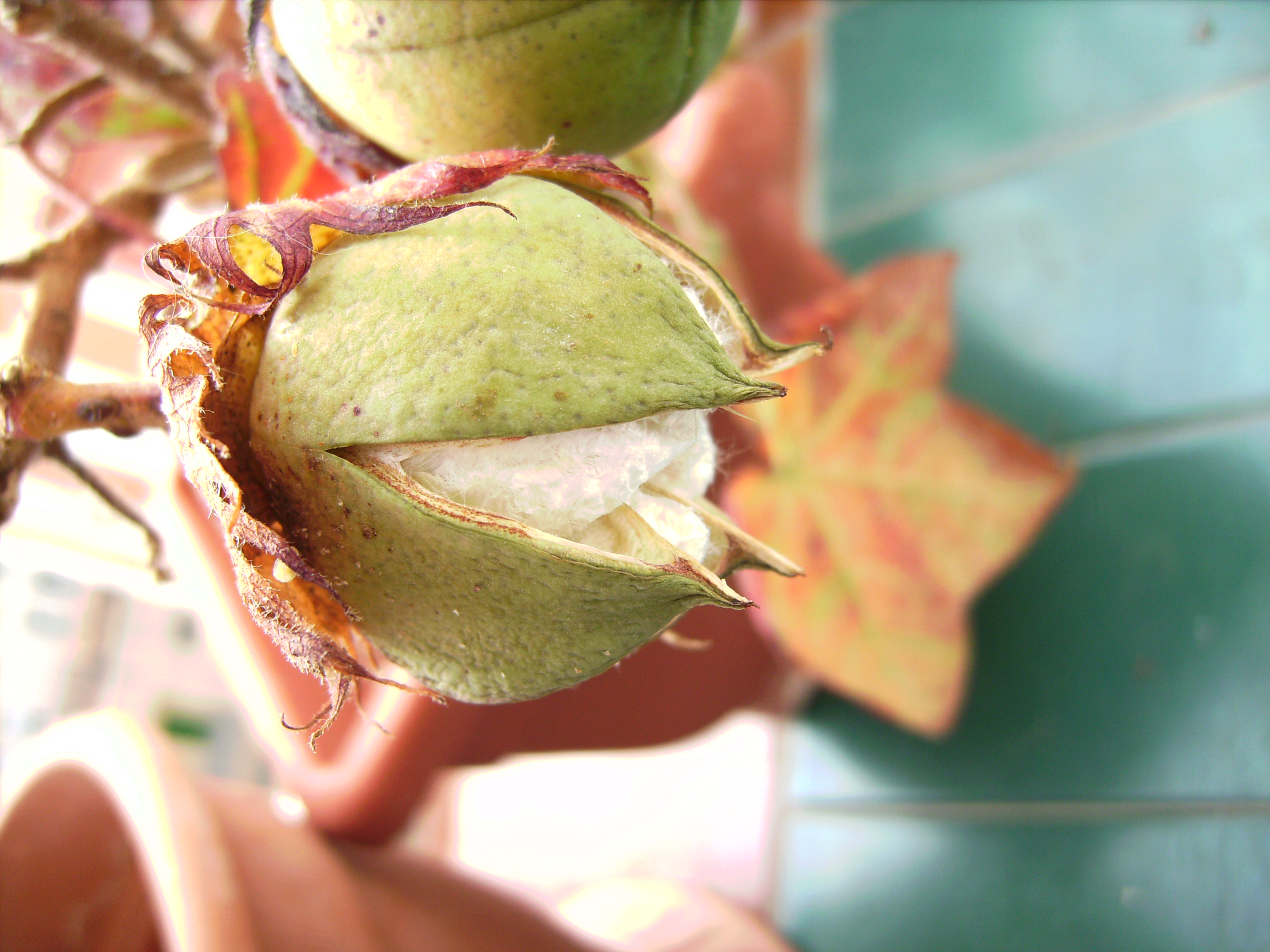
멕시코 목화 (같은 꽃)
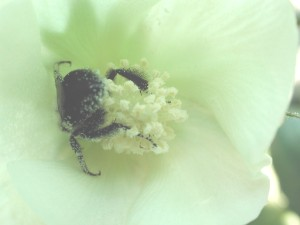
멕시코 목화의 꽃 (사우스캐롤라이나)
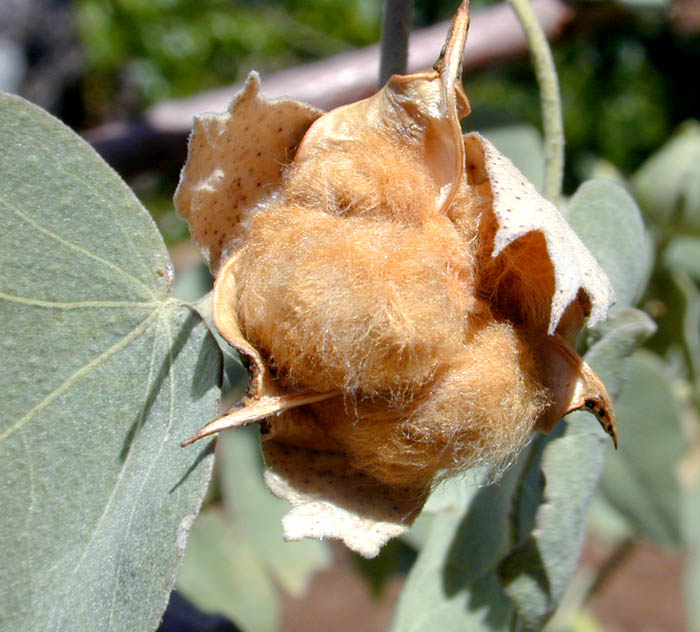
하와이 목화의 꼬투리
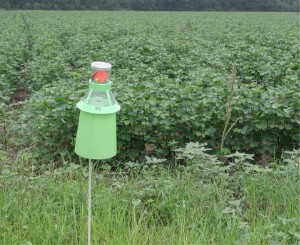
목화밭의 해충 관리 (사우스캐롤라이나)
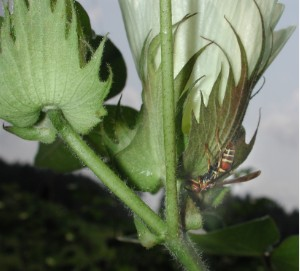
생물학적 방제 (사우스캐롤라이나)